# دریاچه تیتیکاکا

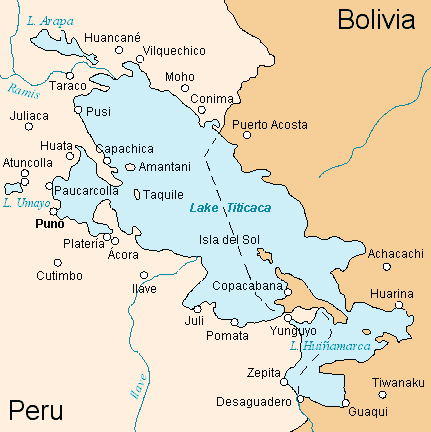

دریاچه تیتیکاکا (به اسپانیایی: Lago Titicaca) دریاچه ای وسیع در مرز دو کشور پرو و بولیوی است.
سطح این دریاچه ۳۸۱۲ متر از سطح آب‌های آزاد بلندتر است و این دریاچه یکی از بلندترین دریاچه‌های بزرگ دنیا به شمار می‌رود. این دریاچه همچنین از نظر حجم آب، بزرگترین دریاچهٔ آمریکای جنوبی است.